# Milko Kazanov
Milko Kazanov, né le 11 février 1970 à Roussé, est un kayakiste bulgare. 

## Carrière
Milko Kazanov participe aux Jeux olympiques de 1996 à Atlanta et remporte la médaille de bronze en K-2 1000m avec Andrian Dushev.